# Torre àrab de l'Ermita de Sant Miquel
La Torre Àrab de l'Ermita de Sant Miquel de Corbera, es troba sobre un turó proper a la població, anomenat de Sant Miquel. Es tracta segons la Direcció General de Patrimoni Cultural de la Conselleria de Cultura de la Generalitat Valenciana, d'una ermita de reconquesta, construïda segons V. Banyunls el 1273, mentre que L.A. Castelló considera la data de construcció 1276. Des del 1996 el monument és catalogat com a Bé d'interès cultural.

## Història
La pacificació definitiva de la comarca es va assolir al voltant de 1276, any en què es fa un manament reial de D.  Jaume I, signat a Alzira el 12 de juliol 1276; que en realitat consistia en una renovació d'un altre ja expedit el 12 juliol 1248 que pel que sembla va ser robat, en tals manaments es fa donació a favor de fra Bernat Oller, rector de l'església de Corbera, i els seus descendents, de la muntanya «que hi ha davant del castell de Corbera», «per construir a l'església, més unes cases, un hort de quatre fanecades i dos jovades de terra pròxima». Això faria pensar que la construcció va començar cap a finals de 1248, i no pas el 1273 o el 1276.
El turó és un lloc prominent que és un centre geogràfic, la qual cosa en podia fer un punt de trobada entre cristians de diferents alqueries disperses pel terme, car en aquest moment encara no existeix com a tal la població de Corbera. Un cop construïda, s'hi trasllada la Mare de Déu del Castell i al voltant s'hi forma un nucli de població.
A poc a poc deteriora, en part per la disputa de la mateixa amb altres poblacions, en part per l'esdevenir històric de la zona, i encara que es va mantenir el culte fins a final del segle xix, pràcticament només s'hi celebrava el dia de Sant Miquel.

## Descripció
La torre és en un lamentable estat de conservació, quedant en peu a penes unes restes de la paret lateral dreta de l'ermita, que havia de servir de casa a ermità. Podria descriure com una típica Torre de sentinella musulmana. La base és de tàpia i té planta pràcticament quadrada, amb dimensions exteriors de 8 × 9.5 metres.